# Sekundærrute 223
Sekundærrute 223 er en rutenummereret landevej på Sjælland.
Ruten strækker sig fra Helsinge til Rågeleje.
Rute 223 har en længde på ca. 10 km.